# Крежич, Даниэль
Даниэль Крежич (швед. Daniel Krezic; род. 3 мая 1996, Гётеборг) — северомакедонский и шведский футболист, нападающий клуба «Дегерфорс».

## Клубная карьера
Является воспитанником «Хеккена», в котором начал заниматься с пятилетнего возраста. В 2015 году выступал за юношескую команду клуба в юношеских соревнованиях. В течение года регулярно тренировался с основной командой. В конце 2015 года перешёл в «Оддевольд», выступающий в первом шведском дивизионе. За два с половиной сезона, проведённых в команде, принял участие в 60 матчах и забил двенадцать голов.
10 августа 2018 года подписал контракт с «Варбергом». Первую игру в составе «чёрно-зелёных» провёл 14 сентября в очередном туре Суперэттана с «Хальмстадом», появившись на поле на 78-й минуте вместо Оливера Станисича. По итогам года клуб попал в стыковые матчи на понижение, но в двухматчевом противостоянии с «Оскарсхамном» оказался сильнее. Крежич принял участие в обеих встречах и забил один мяч. В следующем сезоне Даниэль вместе с клубом занял вторую строчку в трунирной таблице, благодаря чему «Варберг» впервые в своей истории вышел в Алльсвенскан. 15 июня 2020 года в первом туре нового чемпионата дебютировал в чемпионате Швеции, выйдя в стартовом составе на выездную встречу с «Хельсингборгом», в которой на 79-й минуте был заменён на Адаму Фофану.
23 января 2022 года Крежич стал игроком «Дегерфорса», заключив двухлетнее соглашение с клубом. Первую игру в составе нового клуба провёл 19 февраля в рамках группового этапа кубка Швеции против «Шильебу», заменив на 35-й минуте встречи Антона Краля.

## Карьера в сборной
В составе юношеской сборной бывшей югославской республики Македонии в октябре 2014 года принимал участие в отборочных матчах к чемпионату Европы. В игре с Боснией Крежич забил гол, че принёс своей команде ничью.
10 октября 2017 года дебютировал в молодёжной сборной в матче с Гибралтаром, выйдя на замену в середине второго тайма.

## Достижения
Варберг:
- Серебряный призёр Суперэттана: 2019

## Клубная статистика
| Выступление      | Выступление      | Выступление      | Лига | Лига | Кубки | Кубки | Конт. кубки | Конт. кубки | Разное | Разное | Итого | Итого |
| Клуб             | Лига             | Сезон            | Игры | Голы | Игры  | Голы  | Игры        | Голы        | Игры   | Голы   | Игры  | Голы  |
| ---------------- | ---------------- | ---------------- | ---- | ---- | ----- | ----- | ----------- | ----------- | ------ | ------ | ----- | ----- |
| Оддевольд        | Дивизион 1       | 2016             | 20   | 4    | 0     | 0     | 0           | 0           | 0      | 0      | 20    | 4     |
| Оддевольд        | Дивизион 1       | 2017             | 23   | 4    | 0     | 0     | 0           | 0           | 0      | 0      | 23    | 4     |
| Оддевольд        | Дивизион 1       | 2018             | 16   | 3    | 1     | 1     | 0           | 0           | 0      | 0      | 17    | 4     |
| Оддевольд        | Итого            | Итого            | 59   | 11   | 1     | 1     | 0           | 0           | 0      | 0      | 60    | 12    |
| Варберг          | Суперэттан       | 2018             | 7    | 2    | 1     | 0     | 0           | 0           | 2      | 1      | 10    | 3     |
| Варберг          | Суперэттан       | 2019             | 28   | 4    | 4     | 0     | 0           | 0           | 0      | 0      | 32    | 4     |
| Варберг          | Алльсвенскан     | 2020             | 9    | 2    | 2     | 0     | 0           | 0           | 0      | 0      | 11    | 2     |
| Варберг          | Алльсвенскан     | 2021             | 1    | 0    | 0     | 0     | 0           | 0           | 0      | 0      | 1     | 0     |
| Варберг          | Итого            | Итого            | 45   | 8    | 7     | 0     | 0           | 0           | 2      | 1      | 54    | 9     |
| Дегерфорс        | Алльсвенскан     | 2022             | 0    | 0    | 3     | 0     | 0           | 0           | 0      | 0      | 3     | 0     |
| Дегерфорс        | Итого            | Итого            | 0    | 0    | 3     | 0     | 0           | 0           | 0      | 0      | 3     | 0     |
| Всего за карьеру | Всего за карьеру | Всего за карьеру | 104  | 19   | 11    | 1     | 0           | 0           | 2      | 1      | 117   | 21    |